# Odontomyia pilosa
Odontomyia pilosa är en tvåvingeart som beskrevs av Francis Day 1882. Odontomyia pilosa ingår i släktet Odontomyia och familjen vapenflugor. Inga underarter finns listade i Catalogue of Life.